# O Jesu Christ, meins Lebens Licht, BWV 118

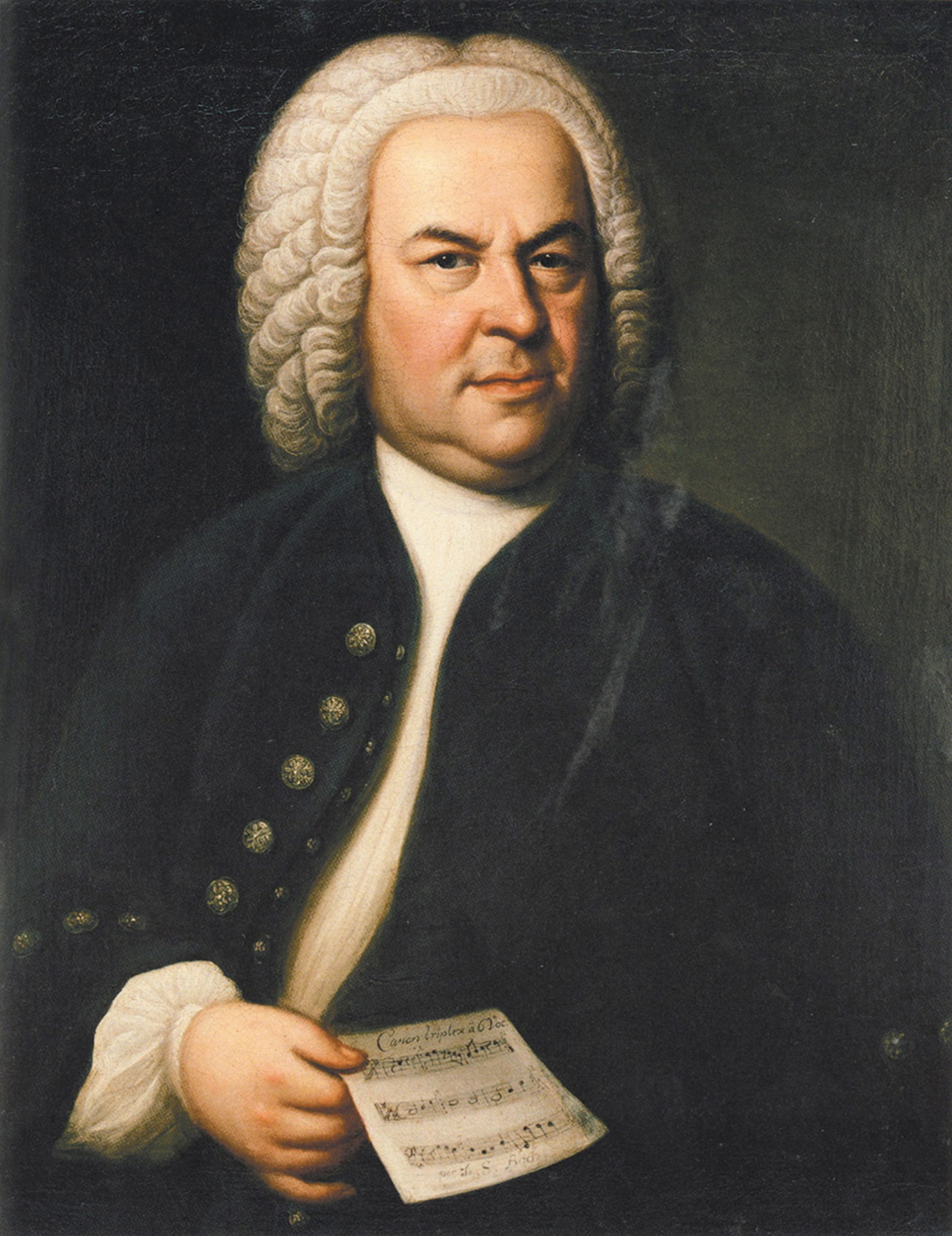
Johann Sebastian Bach, compositor del motete.

O Jesu Christ, meins Lebens Licht, BWV 118 (en español, Oh Jesucristo, luz de mi vida) es un motete sacro compuesto por Johann Sebastian Bach. Se sabe que se interpretó en un funeral y posiblemente fue un trabajo genérico destinado para funerales. Cuando la obra se publicó por primera vez en el siglo XIX se la denominó cantata, quizás porque tiene un acompañamiento instrumental. Si bien no es una obra a capela, los expertos modernos aceptan que es un motete.

## Historia y texto
Esta obra fue escrita alrededor de 1736 o 1737, por lo que pudo haber sido estrenada antes de la primera actuación conocida en la ceremonia junto a la tumba del conde Joachim Friedrich von Flemming el 11 de octubre de 1740. El conde era gobernador de Leipzig y conocido de Bach, que le había presentado un par de obras de congratulatorias. El hecho de que el acompañamiento exista en dos versiones sugiere que hubo una reposición posterior de la obra en la década de 1740.
El texto es un himno de 1610 de Martin Behm.

## Partitura y estructura
La pieza tiene partitura para coro de cuatro partes. Está estructurada como un coro, O Jesu Christ, mein's Lebens Licht, compuesto por estrofas corales separadas por repetidos interludios instrumentales. El número de estrofas cantadas probablemente correspondería a la longitud del cortejo para el que se utilizó la obra.
Hay dos versiones de la partitura instrumental. La primera versión es única entre las cantatas de Bach en no incluir cuerdas y también se diferencia de la instrumentación de los motetes, donde así se especifica. Es para dos litui (un instrumento que según una fuente era una «trompa» y «parecido a una trompeta»), cornetto, tres trombones y un órgano. La segunda versión es para dos litui, cuerdas, órgano continuo y, opcionalmente, tres oboes y fagot.
La primera versión posiblemente esté destinada al uso en exteriores, donde los metales serían más eficaces que las cuerdas. La segunda versión es más adecuada para acústica de interiores. Las grabaciones disponibles de la pieza parecen haber sido realizadas en interiores.

## Música
O Jesu Christ, meins Lebens Licht se ha catalogado como algo entre una cantata y un motete. Esta obra es una versión motete del coral Ach Gott, wie manches Herzeleid. Las voces más graves del coro cantan en contrapunto a la línea de la melodía coral de la soprano. El acompañamiento incluye un motivo de cuerda ascendente.

## Publicación
La obra se publicó en 1876 en la primera edición completa de las obras de Bach, la Bach-Gesellschaft Ausgabe. El volumen en cuestión constaba de cantatas en lugar de motetes y fue editado por Alfred Dörffel. Posteriormente, se incluyó entre los motetes de la Neue Bach-Ausgabe en un volumen editado por Konrad Ameln.

## Grabaciones
- Greifswalde Bach Tage Choir / Bach-Orchester Berlin. J.S. Bach: Soli Deo Gloria. Baroque Music Club, 1950s–1960s?
- Amor Artis Chorale. Choral Masterpieces of the Baroque. Decca, 1965.
- Coro Monteverdi. «Funeral Cantatas (cantatas BWV 106, BWV 118b & BWV 198)». Archiv, 1989
- Theatre of Early Music. The Voice of Bach. Sony BMG, 2007.
- Amsterdam Baroque Orchestra & Choir, Ton Koopman J.S. Bach: Complete Cantatas, Vol. 21. Antoine Marchand, 2007.
- Bach Collegium Japan. Bach: Motets. BIS, 2009.